# Ekhard
Ekhard, Jakert, Eghard, Ekard, Ekehard, Hekard, Hekehard, Hekhard – germańskie imię męskie, występujące w Polsce od średniowiecza. Pierwszy człon tego imienia najprawdopodobniej oznacza „ostrze, szpica”, a jego forma podstawowa to eg(g)i, ek(k)i (goc. Agja, stsas. eggia, stwniem. egga, ecka — „kąt, kant, ostrze jakiejś broni, miecz”; śrwniem. ecke, egge — „ostrze broni, kąt, kant”); może być to jednak także egi (goc. agis, stwniem. āgi, ēgi — „strach, trwoga”). Drugi człon to hart, hard — „silny, mocny, krzepki, dzielny”. Imię to było w Polsce zapisywane w formach wymienionych powyżej. Możliwe zdrobnienia: Hekiel, Hekosz.

## Ekhardimieninyobchodzi
- w kalendarzu ewangelickim 27 marca, jako wspomnienie Mistrza Eckharta[3],
- 28 czerwca, jako wspomnienie św. Ekharta z Huysburgu[4],
- 1 lipca, jako wspomnienie św. Ekharta, mnicha[5],
- 15 września, jako wspomnienie św. Ekharta z Jumièges[6],
- 29 grudnia, jako wspomnienie św. Ekharta z Halberstadt[7].

## Znane osoby noszące imię Ekhard i jego pozostałe warianty
- Ekard z Kałkowa — duchowny polski, kanonik wrocławski
- Mistrz Eckhart
- Ekkhard (zm. 1023) — niemiecki mnich, biskup praski
- Ekkehard I — margrabia Miśni
- Eckhard Dagge — niemiecki zawodowy bokser, mistrz świata i Europy
- Eckhard Schmittdiel — niemiecki szachista, arcymistrz od roku 1995

## Postaci fikcyjne o tym imieniu
- Eckhart – mysz o wielkim sercu z serialu animowanego produkcji kanadyjskiej